# Kazernepad

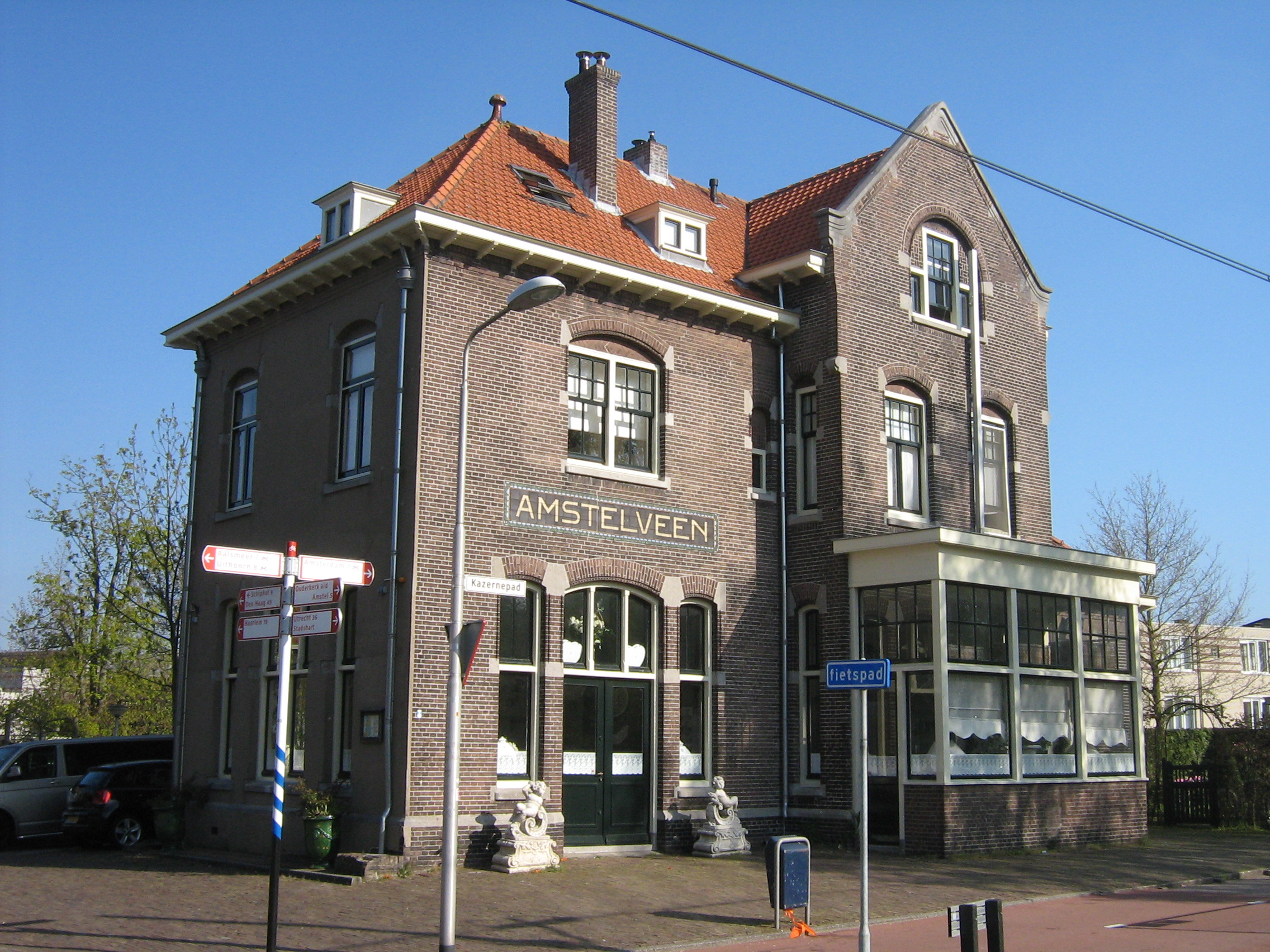
Station Amstelveen met op de voorgrond het Kazernepad.

Het Kazernepad is een fietspad in de Nederlandse gemeente Amstelveen. In de volksmond wordt het pad ook wel het Zwarte Pad genoemd, vanwege de kleur van het asfalt. Het Kazernepad loopt langs het spoor van de Electrische Museumtramlijn Amsterdam en is een van de drukste fietspaden in Amstelveen. 
Het Kazernepad begint, vanuit het noorden gezien, bij de Emmakade, waar het aansluit op de Sportasroute die door het Amsterdamse Bos voert. Het Kazernepad eindigt bij de kruising met de Beneluxbaan. 
In Amstelveen is op het Kazernepad het verzakte deel tussen de Zetterij en de Noorddammerlaan eind 2020 aangepakt en verbreed. Door de verbreding van de Rijksweg 9 heeft het Kazernepad een nieuwe brug over deze weg gekregen in 2024.
Op 1 maart 2010 werd het officiële straatnaambord onthuld door het raadslid Nora Tang van de Ouderen Combinatie Amstelveen. De naam verwijst naar de voormalige kazerne van de marechaussee, die later een jongerencentrum werd.